# 卡拉米
卡拉米是伊朗的城市，位於該國南部札格羅斯山脈東南部，由法爾斯省負責管轄，距離首府設拉子70公里，海拔高度1,599米，2006年人口21,683。